# CD52
El antígeno CAMPATH-1, también conocido como grupo de diferenciación 52 (CD52), es una glicoproteína que en humanos está codificada por el gen CD52.
CD52 está presente en la superficie de los linfocitos maduros, pero no en las células madre de las que se derivaron estos linfocitos. También se encuentra en monocitos  y células dendríticas.  Además, se encuentra dentro del tracto genital masculino y está presente en la superficie de los espermatozoides maduros.
CD52 es un péptido de 12 aminoácidos, anclado al glicosilfosfatidilinositol (GPI). Dado que tiene una carga muy negativa y está presente en los espermatozoides y los linfocitos, se ha conjeturado que su función es antiadhesiva, permitiendo que las células se muevan libremente. 
CD52 se une a la lectina SIGLEC10 que se une al ácido siálico portador de ITIM (motivo inhibidor de inmunorreceptor basado en tirosina).

## Significación clínica
Se asocia con ciertos tipos de linfoma. 
Es la proteína a la que apunta el alemtuzumab, un anticuerpo monoclonal utilizado para el tratamiento de la leucemia linfocítica crónica y el trasplante de órganos. Un ensayo de fase III sobre el tratamiento de la esclerosis múltiple remitente-recurrente mostró una reducción en la tasa de recaída, pero ninguna reducción estadísticamente significativa en la discapacidad acumulada, cuando se usó como terapia de primera línea.  Sin embargo, un estudio hermano que analizó a pacientes en quienes se habían producido recaídas a pesar del tratamiento con interferón beta o glatiramer demostró una reducción tanto en la tasa de recaída como en la discapacidad acumulada. El 20% de los pacientes asignados al azar a interferón beta 1a tuvieron "acumulación sostenida de discapacidad" en comparación con el 13% en el grupo de alemtuzumab. 